# Wickersheim-Wilshausen
Wickersheim-Wilshausen là một xã thuộc tỉnh Bas-Rhin trong vùng Grand Est đông bắc Pháp.